# Валрам фон Фалкенбург
Валрам фон Фалкенбург (на немски: Walram fon Valkenburg; * 1253 в Ситард, Лимбург, Нидерландия; † 5 септември 1302 в Ситард, Лимбург, Нидерландия) от странична линия на графовете на Клеве-Хайнсберг е господар на Фалкенбург.
Той е единственият син на Дитрих II фон Фалкенбург († 1268) и втората му съпруга Берта фон Лимбург-Моншау († 1254), вдовица на граф Дитрих II фон Хохщаден († 1244/1246), дъщеря на херцог Валрам II 'Дългия' фон Лимбург-Моншау († 1242) и Елизабет фон Бар († 1262).
След убийството на баща му през 1268 г. той става господар на Фалкенбург.

## Фамилия
Валрам фон Фалкенбург се жени пр. 30 май 1275 г. за графиня Филипа фон Гелдерн-Цутфен (ок. 1257; † 1302), наследничка на Сустерен и Гелеен, дъщеря на граф Ото II фон Гелдерн († 1271) и втората му съпруга Филипа дьо Дамартен († 1278/1281). Те имат децата:
- Дитрих III († 16 юли 1305)
- Райнолд I († 12 юли 1333), господар на Фалкенбург и Моншау, женен пр. 1306 г. за Мария ван Боутерсем († 1317)
- Ян (Йохан I) († 3 март 1356), граф на фалкенбург, господар на Борн, Ситард, Херпен и Фалкенбург, женен I. ок. 1324 г. за наследничката Мария ван Куик-Херпен († 1328), II. 1339 г. за Катарина ван Фоорне, бургграфиня на Зееланд († 1366)
- Йохана (* пр. 1282; † сл. 19 декември 1327), омъжена за Фридрих II фон Шлайден († 4 ноември 1325)
- Елизабет (* ок. 1280; † сл. 1 септември 1335), омъжена пр. ноември 1293 г. за граф Симон II фон Спонхайм-Кройцнах († 1336)